# دیوزو هابرفلد
دیوزو هابرفلد (به مجاری: Haberfeld Győző) ژیمناست زادهٔ ۱۳ ژوئن ۱۸۸۹ میلادی اهل کشور مجارستان است.